# 皇麇
皇麇（？—？），子姓，皇氏，名麇，宋国右师皇瑗之子。皇劖般的弟弟。
前478年，皇麇夺取了哥哥皇劖般的封邑给了友人田丙。皇劖般大怒出走，告诉司马桓魋的家臣子仪克。子仪克到宋国告诉夫人：“皇麇打算接纳桓氏”。宋景公问皇野。皇野对皇麇建议舍弃爱子皇非我立长子皇伯怀恨，对宋景公说：“右师皇瑗已老，不会作乱，皇麇怎么样我就不知道了。”宋景公抓住皇麇。皇瑗逃亡晋国，召回后次年春，宋国皇瑗被杀。